# حادث الإسقاط المتعمد لطائرة دي إتش إل إكسبريس 2003
حادث الإسقاط المتعمد لطائرة دي إتش إل إكسبريس 2003 كانت طائرة إيرباص إيه 300-B4-203F كانت تحمل علي متنها 3 من أفراد الطاقم و50 طنا من بريد الجيش الأمريكي في رحلة طيران من بغداد إلي المنامة في 22 نوفمبر 2003 خلال الذكري 40 لاغتيال الرئيس جون كينيدي وكانت تلك الطائرة تقوم برحلتين في يوم واحد وكان مطار بغداد الدولي في ذلك اليوم يحرس بشدة من مروحيات إيه إتش-64 أباتشي التابعة للجيش الأمريكي وجنود من القوات الجوية الملكية الأسترالية كانوا مراقبي الحركة الجوية في المطار.

## الكارثة والأضرار
كانت مراسلة باري ماتش كلودين فيرناير-باليز تقابل الإهاربي العراقي أبوعبدالله ومجموعته الذين سيطلقون الصاروخ علي الطائرة وكانت كاميرا يحمله إرهابي صور انطلاق الصاروخ وبعد وقت قصير من إقلاع الطائرة من المدرج 15L تعرض طرف الجناح الأيسر للإصابة برأس بصاروخ من نوع 9K34 ستريلا-3 (سام-14 جريملين أو سام-7 جريملين) بينما كانت الطائرة علي ارتفاع 19 كم و100 متر (8,000 قدم) وتسربت الأنظمة الهيدروليكية الثلاثة وحوالي نصف طرف الجناح الأيسر تقطع وأنفصل وبقي النصف الآخر متصلا ولكنه الصاروخ صنع شقا بهيكل طرف الجناح الأيسر وكان الجناح الأيسر يحترق وكانت جندية من القوات الجوية الملكية الأسترالية في برج مراقبة الحركة الجوية رأت أن طائرة دي إتش إل إكسبريس في مشكلة.

## بعد الإصابة بالصاروخ
بعد أن دمر طرف الجناح الأيسر للطائرة بالصاروخ كان الكابتن إريك جينوت البالغ من العمر 38 عاما لديه 3,300 ساعة طيران من بينها 1,786 ساعة طيران علي متن طائرات إيرباص إيه 300 والمساعد أول ستيف ميهيلسين البالغ من العمر 29 عاما لديه 1,275 ساعة طيران من بينها 199 ساعة طيران علي متن طائرات إيرباص إيه 300 ومهندس الرحلة ماريو روفيل البالغ من العمر 54 عاما لديه 13,423 ساعة طيران من بينها 1,709 ساعة طيران علي متن طائرات إيرباص إيه 300 يعودون للمطار وقد سافر مهندس الرحلة ماريو روفيل في العديد من رحلات الشحن الخطرة وكانت الطائرة إنحرفت لليسار 180 درجة مستقيمة خلال 6 دقائق ولكن الإهاربيون أطلقوا صاروخا ثانيا وصور مصور صحفي الصاروخ ولكنه الصاروخ أخطئ الطائرة وكانت مراسلة باري ماتش كلودين فيرناير-باليز تحمل الكاميرا الذي كان يحمله الإرهابي وأعطي الكاميرا إليها قبل الرحيل بثواني وصورت الطائرة تحاول العودة لمطار بغداد الدولي بينما كانت مراسلة باري ماتش كلودين فيرناير-باليز ومصور صحفي وسائق تاكسي عراقي يعثرون علي طريق العودة علي الطريق الصحراوي وخلال ذلك إنحرفت الطائرة لليسار 90 درجة قائمة وبعدها إنحرفت الطائرة لليسار 360 درجة معكوسة خلال 4 دقائق ونصف وبعدها إنحرفت الطائرة لليسار 90 درجة قائمة مستخدمين قوة دفع المحركين وزيادة وتقليل قوة الدفع وبعد ذلك قرر الكابتن إريك جينوت زيادة قوة دفع المحرك الأيسر وتقليل قوة دفع المحرك الأيمن ولكن خزان الوقود للجناح الأيسر فرغ ولكنهم أستطاعوا السيطرة علي الطائرة وإنحرفوا لليمين 180 درجة مستقيمة بفضل زيادة قوة الدفع علي الجناح المتضرر وتقليل قوة الدفع علي الجناح غير المتضرر.

## الإقتراب والهبوط وإنقاذ الطاقم
كان الكابتن إريك جينوت البالغ من العمر 38 عاما والمساعد أول ستيف ميهيلسين البالغ من العمر 29 عاما ومهندس الرحلة ماريو روفيل البالغ من العمر 54 عاما يبدأون الهبوط علي المدرج 33L وكانت 5 سيارات إطفاء علي أهبة الأستعداد ولكن الرياح بسرعة 20 عقدة/ساعة (37 كم/ساعة) بدرجة 290 درجة معكوسة قادمة من الشمال الشرقي قليلا والهواء الساخن من رمال صحراء بغداد جعلت الهبوط أكثر صعوبة وهبط الطياران بسرعة 100 كم/ساعة أبطا من السرعة الطبيعية 300 كم/ساعة والفرق ما بين السرعتين 200 كم/ساعة وإنحرفت لليسار عبر الرمال الناعمة محطمة سياج الاسلاك الشائكة وتوقفت عند منحدر بسيط ولكن مشاكلهم لم تنتهي بعد كان قد قال قائد فرقة الإطفاء لهم «لا تتحركوا هذه المنطقة مليئة بالمتفجرات» وطلب منهم بإن يتبعوا آثار عجلات سياراتهم وتبعوا آثار العجلات حتي بر الآمان.

## التصوير
إلتقطت 3 صور للطائرة من السكان المحليين أثناء العودة للمطار و3 صور للطائرة من مسافر علي الطريق السريع المجاور للمدرج 33L أثناء هبوط الطائرة علي المدرج وخروجها عن المدرج وصور إهاربي بفيديو أستمر لمدة 54 دقيقة وأعطي الكاميرا لمراسلة باري ماتش كلودين فيرناير-باليز وأثناء الرحيل صورت الطائرة تحاول العودة لمطار بغداد الدولي وكاميراتي فيديو حرارتين صور الواحدة منهم لمدة 72 دقيقة يعني بإن المجموع ساعتين و24 دقيقة من مروحيتي إيه إتش-64 أباتشي التابعة للجيش الأمريكي وألتقطت حوالي 20 صورة للطائرة بعد الهبوط والتوقف.